# Closer (album, Joy Division)
Closer (Blíže) je druhé a zároveň poslední studiové album skupiny Joy Division, vydané v roce 1980. Stejně jako předchozí album Unknown Pleasures ho produkoval Martin Hannett. Nahráno bylo v londýnském studiu Britannia Row Studios a oproti Unknown Pleasures má ještě více ponurou atmosféru, podpořenou syntezátory a zvukovými efekty.
Na britském albovém žebříčku se umístilo na 6. místě a podle žebříčku časopisu Rolling Stone z roku 2003 jde o 157 nejlepší album všech dob.

## Skladby
1. "Atrocity Exhibition" (6:06)
2. "Isolation" (2:53)
3. "Passover" (4:46)
4. "Colony" (3:55)
5. "A Means to an End" (4:07)
6. "Heart and Soul" (5:51)
7. "Twenty Four Hours" (4:26)
8. "The Eternal" (6:07)
9. "Decades" (6:09)

## Obsazení
- Ian Curtis – zpěv
- Bernard Sumner – kytara, klávesy
- Peter Hook – basová kytara
- Stephen Morris – bicí